# تومان إمارة شمالي القوقاز
تومان (بالتركية العثمانية: tümen)‏ هي عملة رسمية كانت تتداول في إمارة القوقاز الشمالي المعترف بها جزئيا، والتي تم طرحها للتداول في عام 1919م، وكان تشار إلى الفئة النقدية بالتومان والروبل (بنسبة 1 تومان = 10 روبل روسي).
يتكون التومان من 10 مَنَاتْ.
وأصل كلمة تومان يرجع إلى كلمة تومين (وحدة) التركية والتي تعني 10,000.

## الفئات المتداولة
عملات معدنية متداولة: 10 تومان.
أوراق نقدية متداولة: 5 تومان، 25 تومان، 50 تومان، 100 تومان، 250 تومان، 500 تومان.

## التاريخ
بعد أن احتلت القوات المسلحة لجنوب روسيا الشيشان في أبريل 1919، بدأ الزعيم الديني والسياسي الداغستاني أوزون حجي في جمع المتطوعين من أبناء داغستان لتحرير الشيشان. ففي 22 مايو من نفس العام، تم إنهاء أنشطة حكومة الجمهورية الجبلية في داغستان. وبعد أن جمع الجيش ورتبه، اتجه أوزون حجي إلى المرتفعات الواقعة على حدود الشيشان وداغستان، حيث قام بجمع مجلس كبير من علماء ووجهاء داغستان في قرية بوتليخ وحرضهم على القتال لتحرير أرض الشيشان المجاورة. وفي المجلس هذا وباقتراح عالم دين داغستاني سيد محمد الغاغتلي انتخب أوزون حجي أميرًا لداغستان والشيشان.
كان المقر الفعلي للدولة الجديدة هو قرية فيدينو الجبلية، الواقعة اليوم ضمن الحدود الشيشانية.
في صيف 1919م، بمساعدة إينالوك أرسانوكاييف (المعروف أيضًا باسم ديشننسكي) الذي أحضر فرمانًالأوزون حجي من السلطان العثماني وحيد الدين محمد السادس، بدأ أوزون حجي بإنشاء الهياكل العسكرية والمدنية لإمارة شمال القوقاز التي تم الاعتراف بها آنذاك من قبل أذربيجان وجورجيا وتركيا.
ومن ضمن الإجراءات التي اتخذتها الحكومة الجديدة كان إلغاء عملة جمهورية تيريك السوفياتية المتداولة آنذاك. ونظرًا لعدم توفر القوى والوسائل الكافية لإصدار الأوراق النقدية، بقيت عملة جمهورية تيريك السوفياتية متداولة في بعض المناطق التابعة للأمير أوزون حجي، لكن بعد وضع خاتم مكتب الإمير عليها.

## العملات
بدأت حكومة الإمارة أول إصدار للأوراق النقدية في سبتمبر 1919م وذلك من خلال فرض خاتم الإمارة على الأوراق النقدية لجمهورية تيريك من فئة 100 روبل، وكان الخاتم نقش عليه بالعربية خادم الفقراء أذن خير.
ثم تبع الإصدار الثاني من 2 أكتوبر إلى منتصف نوفمبر 1919. وفي ديسمبر 1919 تم الإصدار الثالث.
لقد طبعت الأوراق النقدية بفئات 5 و 25 و 50 و 100 و 250 و 500 و 1000 تومان، وطرح جميع الفئات للتداول باستثناء 1000 تومان. أما ما يخص بعلامات مائية فلم يحظى بها سوى فئة 500 تومان أما باقي الفئات فطبعت بدونها.
الكتابة على الأوراق النقدية كانت بالعربية والفرنسية والروسية.
وكانت على جميع الفئات صورة شعار الإمارة على الوجه الأمامي وعلم الدولة مع شروق الشمس من بحر قزوين على الوجه الخلفي.
كما كانت الأوراق تحتوي على الكتابة العربية، فكانت على الوجه الأمامي كتابة: أمير المسلمين في شمالي القفقاس الحاج أذن خير، وناظر مالية عبد العظيم عبد الله وعلى الوجه الخلفي: يروج على قيمة سائر أوراق النقود، ضُرب في ويدان، عز نصره، يعزر من ضرب على تشبيه الطبع المجوز إلا من أجازه أرباب الدولة.
وعلى الوجه الخلفي التحذير من التزوير باللغة الروسية: ПОДДЕЛКА ПРЕСЛЕДУЕТСЯ ЗАКОНОМЪ التزوير يعاقب عليه القانون.
| 25 تومان                        | 25 تومان                                     |
| ------------------------------- | -------------------------------------------- |
|                                 |                                              |
| الوجه الأمامي وفيه شعار الإمارة | الوجه الخلفي وفيه الشمس الطالعة من بحر قزوين |

| 50 تومان                        | 50 تومان                                     |
| ------------------------------- | -------------------------------------------- |
|                                 |                                              |
| الوجه الأمامي وفيه شعار الإمارة | الوجه الخلفي وفيه الشمس الطالعة من بحر قزوين |

## وصلات خارجية
- Currency Notes of North Caucasus Emirate (Imam Uzun-Hadji)